# Културен център на Чад
Културният център на Чад е институт в Моа, Чад .
Основан е от правителството с цел да подпомага съхранението на традициите, като възбуди съзнателен интерес от страна на хората. Това е считано за необходимо поради последиците от глада и войната от 1960 г. насам..